# Södra Vrams socken
Södra Vrams socken i Skåne ingick i Luggude härad och är sedan 1974 en del av Bjuvs kommun, från 2016 inom Norra Vrams distrikt.
Socknens areal är 13,90 kvadratkilometer varav 13,79 land. År 1952 fanns här 2 643 invånare. Tätorten Södra Vrams fälad samt huvuddelen av tätorten Billesholm med Billesholms kyrka ligger i socknen.

## Administrativ historik
Socknen är bildad ur den södra delen av Norra Vrams socken som alltid legat i Luggude härad och Malmöhus län i motsats till den norra delen som före 1889 låg i Södra Åsbo härad och Kristianstads län.
Södra Vrams socken hade en exklav kallad Hästabackarna som omfattade delar av Södra Vrams by samt torp under Billesholms kungsgård. Exklaven var omringad av socknarna Hässlunda, Mörarp och Risekatslösa. Förslag att överföra exklaven till Risekatslösa socken blev inte bifallet av regeringen den 2 november 1888.
Den 1 januari 1952 (enligt beslut den 24 mars 1950) överfördes ett område med 20 invånare och omfattande en areal av 0,03 km², varav allt land, till Bjuvs köping.
Vid kommunreformen 1862 övergick ansvaret för denna del av Norra Vrams socken för de kyrkliga frågorna till Norra Vrams församling och för de borgerliga frågorna bildades Södra Vrams landskommun. Södra Vrams landskommunen uppgick 1952 i Billesholms landskommun som 1974 uppgick i Bjuvs kommun. Församlingen uppgick 2006 i Bjuvs församling.
1 januari 2016 inrättades distriktet Norra Vram, med samma omfattning som Norra Vrams församling hade 1999/2000, och vari detta sockenområde ingår.
Socknen har tillhört län, fögderier, tingslag och domsagor enligt vad som beskrivs i artikeln Luggude härad. De indelta soldaterna tillhörde Norra skånska infanteriregementet, Norra Åsbo kompani och Skånska husarregementet, Fjärresta skvadron, Billesholms kompani.

## Geografi
Södra Vrams socken ligger öster om Helsingborg med Vege å i norr. Socknen är en något kuperad odlingsbygd.

## Fornlämningar
Några gravhögar från bronsåldern är funna.

## Namnet
Namnet tillkom formellt med landskommunens bildande. Namnet Vram innehåller plural av vrå, 'krok, hörn', syftande på någon terrängformation..